# Косицкий, Модест Ватта
Модест Ватта Коси́цкий (пол. Modest Wit Kosicki Wata; 1791 год — 1832 год) — польский писатель.

## Биография
В 1810—1814 годах учился в Ягеллонском университете города Кракова. В 1814 году получил учёную степень доктора философии, защитив работу «Rozprawa o głównej zasadzie i pożytkach filozofii moralnej». В 1814—1815 годах преподавал моральную философию и педагогику в Ягеллонском университете, а в 1822—1823 годах был доцентом в Варшавском университете.
В 1814—1817 годах Косицкий был стажёром и секретарём Гражданского трибунала Краковского департамента, затем асессором Гражданского трибунала Польского воеводства. В 1817—1822 годах работал секретарём Генеральной прокуратуры Царства Польского, а в 1822—1830 годах — секретарём и референтом в правительственной комиссии религиозных исповеданий Царства Польского.

## Произведения
Косицкий издавал свои сочинения под общим заглавием «Biblijoteka chrześcijańska», они написаны в католическом духе. Среди его произведений:
- «De studio philosophiae moralis in Polonia meletemata historica quaedam» (в «Miscellanea cracovensia»)
- «O głównéj zasadzie i pożytkach filozofii moralnej» (Краков, 1815)
- «Katechizm rzymski z wyroku soboru trydenckiego» (Варшава, 1827)

Также Модест Косицкий опубликовал несколько переводов произведений с французского языка в области католической морали и педагогики.